# Guledagudda
Guledagudda är en ort i Indien.   Den ligger i distriktet Bagalkot och delstaten Karnataka, i den sydvästra delen av landet, 1 400 km söder om huvudstaden New Delhi. Guledagudda ligger 540 meter över havet och antalet invånare är 33 851.
Terrängen runt Guledagudda är huvudsakligen platt, men söderut är den kuperad. Runt Guledagudda är det ganska tätbefolkat, med 239 invånare per kvadratkilometer. Närmaste större samhälle är Bagalkot, 18,2 km nordväst om Guledagudda. Trakten runt Guledagudda består till största delen av jordbruksmark.